# آبشار کوتلی اسپوت
آبشار کوتلی اسپوت (به انگلیسی: Cautley Spout) آبشاری است که در کامبریا، انگلستان واقع شده و ارتفاع کلی ریزشگاه آن ۱۷۵ متر است.